# Donnie Darko
Donnie Darko là một bộ phim điện ảnh giật gân tâm lý khoa học viễn tưởng của Mỹ công chiếu năm 2001 do Richard Kelly làm đạo diễn kiêm tác giả kịch bản với đơn vị sản xuất là Flower Films. Phim có sự tham gia diễn xuất của Jake Gyllenhaal, Jena Malone, Maggie Gyllenhaal, Drew Barrymore, Mary McDonnell, Katharine Ross, Patrick Swayze, Noah Wyle, Stuart Stone, Daveigh Chase, James Duval và Seth Rogen. Lấy bối cảnh vào tháng 10 năm 1988, bộ phim theo chân Donnie Darko, một thiếu niên gặp rắc rối về mặt cảm xúc vô tình thoát khỏi một tai nạn kỳ lạ nhờ mộng du. Cậu nhìn thấy Frank (một nhân vật bí ẩn trong lốt trang phục thỏ) và được nó thông báo rằng ngày tàn của thế giới sẽ đến chỉ sau hơn 28 ngày nữa.
Dự án phim bắt đầu phát triển vào cuối năm 1997 khi Kelly tốt nghiệp trường điện ảnh và bắt đầu viết kịch bản. Anh nảy ra ý tưởng đầu tiên về một động cơ phản lực rơi xuống một ngôi nhà mà không ai biết nguồn gốc của nó và xây dựng câu chuyện xung quanh nó. Kelly nhất quyết tự mình đạo diễn bộ phim và đấu tranh để giành được sự ủng hộ từ các nhà sản xuất cho đến năm 2000, khi Pandora Cinema và Flower Films của Barrymore đồng ý sản xuất bộ phim với kinh phí 4,5 triệu đô la Mỹ. Quá trình bấm máy của phim kéo dài 28 ngày vào mùa hè năm 2000, chủ yếu ở California. Nhạc phim có bản cover bài "Mad World" của Tears for Fears do các nhạc sĩ người Mỹ Gary Jules và Michael Andrews thể hiện; ca khúc đã đoạt ngôi quán quân trên UK Singles Chart trong ba tuần.
Tác phẩm có buổi công chiếu ra mắt vào ngày 19 tháng 1 năm 2001 tại Liên hoan phim Sundance, kế đó là phát hành chiếu rạp hạn chế vào ngày 26 tháng 10. Do quảng cáo của bộ phim có cảnh máy bay rơi và vụ tấn công ngày 11 tháng 9 xảy ra cách đó một tháng rưỡi nên nó hiếm khi được quảng cáo. Đây là nguyên nhân tác động đến hiệu suất phòng vé bộ phim, làm cho tác phẩm chỉ thu về 517.375 đô la Mỹ trong đợt ra rạp đầu tiên. Donnie Darko nhận được những đánh giá tích cực và được liệt kê ở vị trí số 2 trong "50 phim độc lập hay nhất mọi thời đại" của Empire, và hạng 53 trong "500 phim hay nhất mọi thời đại" của Empire. Sau khi tái phát hành, phim thu về 7,5 triệu đô la Mỹ trên toàn thế giới. Bộ phim gặt hái hơn 10 triệu đô la Mỹ nhờ doanh số bán băng đĩa tại gia ở Hoa Kỳ và thu hút được một lượng tín đồ hâm mộ. Kelly phát hành Donnie Darko: The Director's Cut vào năm 2004. Bộ phim được chuyển thể thành tác phẩm sân khấu vào năm 2007 và phần tiếp theo mang tên S. Darko ra đời vào năm 2009 mà không có sự tham gia của Kelly. Năm 2021, anh thông báo rằng phần tiếp theo mới đang được phát triển.

## Nội dung
Ngày 2 tháng 10 năm 1988, cậu thiếu niên rắc rối Donald "Donnie" Darko mộng du đi ngoài đường theo một giọng nói bí ẩn. Khi ra ngoài, cậu gặp một nhân vật trong lốt trang phục thỏ quái dị tên là Frank, nó nói với Donnie rằng thế giới sẽ tận thế sau đúng 28 ngày, 6 giờ, 42 phút và 12 giây. Donnie thức dậy vào sáng hôm sau trên bãi cỏ của một sân gôn địa phương và trở về nhà thì phát hiện ra một động cơ phản lực đã đâm vào phòng ngủ của mình. Chị gái Elizabeth nói với cậu rằng các điều tra viên của FAA không truy ra được biết nguồn gốc của nó.
Trong nhiều ngày tiếp theo, Donnie tiếp tục nhìn thấy Frank,  làm cho cha mẹ cậu là Eddie và Rose đã gửi cậu đến nhà trị liệu tâm lý, Tiến sĩ Thurman. Thurman tin rằng Donnie bị tách biệt khỏi thực tế, và những hình ảnh về Frank là "ảo giác ban ngày", triệu chứng của bệnh tâm thần phân liệt hoang tưởng. Frank hỏi Donnie liệu cậu có tin vào du hành thời gian không, rồi cậu hỏi câu đó với giáo viên khoa học, Tiến sĩ Kenneth Monnitoff. Monnitoff đưa cho Donnie cuốn The Philosophy of Time Travel, một cuốn sách do Roberta Sparrow (một cựu giáo viên khoa học tại trường) chắp bút, hiện là một bà già có vẻ ốm yếu sống bên ngoài thị trấn, được thanh thiếu niên địa phương gọi là Grandma Death. Donnie còn bắt đầu gặp Gretchen Ross, người mới chuyển đến thị trấn cùng mẹ cô dưới một danh tính mới để thoát khỏi người cha dượng bạo lực.
Frank bắt đầu tác động đến hành động của Donnie thông qua những lần cậu bị mộng du, kể cả việc khiến cậu làm ngập trường trung học của mình bằng cách phá vỡ đường ống dẫn nước. Giáo viên thể dục Kitty Farmer cho rằng hành động phá hoại là do ảnh hưởng của truyện ngắn "The Desctructors", do giáo viên tiếng Anh tận tâm Karen Pomeroy chỉ định. Kitty bắt đầu dạy các "bài học về thái độ" lấy từ diễn giả truyền cảm hứng địa phương Jim Cunningham, nhưng Donnie phản đối những điều này, dẫn đến xích mích giữa Kitty và Rose. Kitty sắp xếp để Cunningham phát biểu tại một cuộc họp ở trường, nơi Donnie xúc phạm anh ta. Sau đó, cậu tìm thấy ví và địa chỉ của Cunningham, và Frank đề nghị cậu đốt nhà anh ta. Lính cứu hỏa phát hiện ra một kho nội dung khiêu dâm trẻ em ở đó. Cunningham bị bắt và còn Kitty (muốn làm chứng để bào chữa cho anh ta) đã yêu cầu Rose đi cùng đoàn khiêu vũ của con gái họ trong chuyến đi đến Los Angeles.
Khi Rose ở Los Angeles còn Eddie đi công tác, Donnie và Elizabeth tổ chức một bữa tiệc hóa trang Halloween để kỷ niệm Elizabeth được nhận học vào Harvard. Tại bữa tiệc, Gretchen quẫn trí đến vì mẹ cô đã mất tích, cô và Donnie làm tình lần đầu tiên. Khi Donnie nhận ra rằng chỉ còn vài giờ nữa là đến ngày tận thế theo lời tiên tri của Frank, cậu đưa Gretchen và hai người bạn khác đến gặp Sparrow. Thay vì Sparrow, họ tìm thấy hai kẻ chuyên bắt nạt ở trường trung học là Seth và Ricky đang cố cướp nhà của Sparrow. Donnie, Seth và Ricky ẩu đả trên con đường trước nhà cô ấy, ngay khi Sparrow đang trở về nhà. Một chiếc ô tô đang lao tới tránh Sparrow và đâm Gretchen, làm cô tử vong. Tài xế hóa ra là bạn trai của Elizabeth tên Frank Anderson với lốt trang phục thỏ giống như trong hình ảnh của Donnie. Donnie bắn vào mắt Frank bằng khẩu súng của cha mình, và mang xác Gretchen về nhà.
Donnie trở về nhà khi một cơn lốc hình thành trên ngôi nhà cậu. Cậu mượn một trong những chiếc ô tô của cha mẹ mình, chất xác của Gretchen lên đó và lái đến một sườn núi gần đó nhìn ra thị trấn. Ở đó, cậu quan sát chiếc máy bay chở Rose và đoàn khiêu vũ trở về nhà từ Los Angeles bị cuốn vào cơn lốc; cơn lốc thô bạo xé toạc một trong các động cơ chiếc máy bay và đưa nó quay ngược thời gian. Các sự kiện của 28 ngày trước quay ngược lại. Donnie thức dậy trong phòng ngủ của mình, nhận ra hôm đó là ngày 2 tháng 10 và bật cười khi động cơ phản lực rơi vào phòng ngủ, đè bẹp cậu. Xung quanh thị trấn, những người mà Donnie sẽ gặp thức dậy sau những giấc mơ rối bời. Gretchen cưỡi ngựa đến nhà Darko vào sáng hôm sau và biết được Donnie đã chết. Gretchen và Rose nhìn nhau và vẫy tay như thể họ biết nhau, nhưng lại không thể nhớ là ở đâu.

## Phân vai
- Jake Gyllenhaal vai Donnie Darko
- Holmes Osborne vai Eddie Darko
- Maggie Gyllenhaal vai Elizabeth Darko
- Daveigh Chase vai Samantha Darko
- Mary McDonnell vai Rose Darko
- James Duval vai Frank đột lốt thỏ/Frank Anderson
- Arthur Taxier vai Tiến sĩ Tad Fisher
- Patrick Swayze vai Jim Cunningham
- David St. James vai Bob Garland
- Jazzie Mahannah vai Joanie James
- Seth Rogen vai Ricky Danforth
- Jolene Purdy vai Cherita Chen
- Stuart Stone vai Ronald Fisher
- Gary Lundy vai Sean Smith
- Alex Greenwald vai Seth Devlin
- Beth Grant vai Kitty Farmer
- Jena Malone vai Gretchen Ross
- David Moreland vai Hiệu trưởng Cole
- Noah Wyle as vai Bác sĩ Kenneth Monnitoff
- Drew Barrymore vai Karen Pomeroy
- Kristina Malota vai Susie Bates
- Marina Malota vai Emily Bates
- Carly Naples vai Suzy Bailey
- Tiler Peck vai Beth Farmer
- Patience Cleveland vai Roberta Sparrow ("Grandma Death")
- Katharine Ross vai Bác sĩ Lillian Thurman
- Lisa K. Wyatt vai Linda Connie
- Rachel Winfree vai Shanda Riesman
- Jack Salvatore Jr. vai Larry Riesman
- Lee Weaver vai Leory
- Phyllis Lyons vai Anne Fisher
- Ashley Tisdale vai Kim
- Jerry Trainor vai Lanky Kid
- Fran Kranz vai bạn của Frank

## Tiền kỳ

### Kịch bản

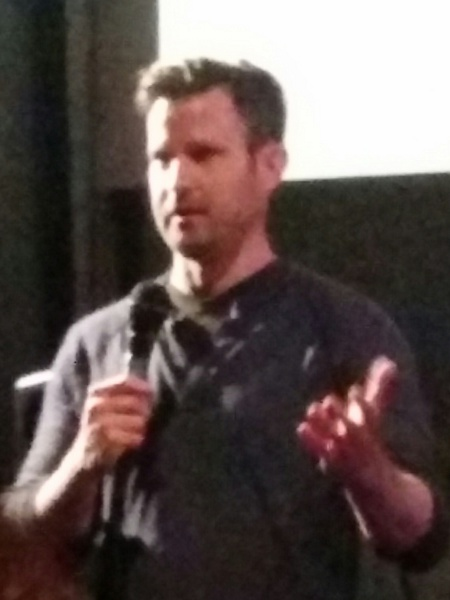
Richard Kelly

Bộ phim được nhen nhóm ý tưởng từ cuối năm 1997 khi Kelly (lúc ấy 22 tuổi) tốt nghiệp Trường Nghệ thuật Điện ảnh USC ở Los Angeles. Trong lúc làm trợ lý khách hàng để kiếm tiền tại một nhà sản xuất hậu kỳ, anh đã nghĩ về tương lai của mình và quyết định viết kịch bản phim truyện dài đầu tiên của mình. Lúc đầu, nhiệm vụ làm Kelly hoảng sợ vì anh không muốn sản xuất thứ gì đó có chất lượng kém. Mãi đến tháng 10 năm 1998, Kelly mới cảm thấy đã đến lúc viết kịch bản và viết Donnie Darko trong 28 ngày, cùng khoảng thời gian với bộ phim. Thời điểm trong năm đã tác động Kelly để anh lấy bối cảnh phim vào dịp Halloween.
Kelly bắt đầu viết một thứ "đầy tham vọng, cá nhân và hoài cổ" về thập niên 1980, thứ đã "vượt giới hạn bằng cách kết hợp khoa học viễn tưởng với một câu chuyện đề tài tuổi mới lớn". The New York Times chú trọng vào khía cạnh câu chuyện đề tài tuổi mới lớn của thập niên năm 1980 bằng cách quan sát ảnh hưởng của John Hughes, lưu ý những người lớn "vô dụng" và thực tế là "nỗi đau làm cho Donnie nhạy cảm hơn". Kelly tóm tắt kịch bản là "một hồi ức thú vị và sâu sắc về vùng ngoại ô nước Mỹ trong thời đại Reagan". Anh nhớ lại một câu chuyện thời sự mà anh từng đọc khi còn nhỏ (mà sau này anh gọi là truyền thuyết đô thị), kể về một tảng băng lớn rơi từ cánh máy bay và đâm xuyên qua phòng ngủ của một cậu bé, lúc mà cậu vắng mặt và do đó giúp cậu thoát chết. Kelly đã sử dụng điều này để phát triển ý tưởng đầu tiên về một động cơ phản lực rơi xuống một ngôi nhà và không ai có thể xác định được nguồn gốc của nó. Sau đó, anh xây dựng phần còn lại của kịch bản với mục đích giải quyết bí ẩn ở phần cuối trong lúc thực hiện một "chuyến đi thú vị nhất" để đến đó, mặc dù tại thời điểm này anh biết chiếc máy bay là chiếc mà mẹ của Donnie đã đi và đến từ một chiều không gian khác. Có lúc Kelly đã cân nhắc việc thay thế động cơ phản lực bằng một tảng băng, giống như anh từng đọc.
Kelly kiên quyết lấy bối cảnh bộ phim vào năm 1988, thấy rằng sẽ rất mới mẻ nếu khám phá thời đại và mô tả một xã hội mà anh chưa từng thấy trong một bộ phim trước đây. Sau này anh ấy thừa nhận rằng mình cảm thấy áp lực phải làm cho bối cảnh thêm phần hiện đại hơn. Tuy nhiên, anh lại không thể tìm ra cách để xây dựng câu chuyện trong bối cảnh như vậy và đành giữ lại bối cảnh gốc. Bản thảo đầu tiên có cảnh Donnie thức dậy ban đầu tại một trung tâm mua sắm, thay vì một sân gôn. Kelly nảy ra ý tưởng cho những trải nghiệm của Donnie về chứng tâm thần phân liệt hoang tưởng từ nghiên cứu chủ đề trực tuyến. Anh coi một chứng rối loạn rộng khó mà xác định như vậy là "một cách tuyệt vời để tạo ra một câu chuyện siêu nhiên" theo nghĩa khoa học. Bản thảo đầu tiên dài từ 145–150 trang; Kelly không thay đổi những gì mình định viết ban đầu vì anh biết rằng việc dừng lại để đánh giá sẽ làm anh phải xét lại. Anh đã trình bày kịch bản với nhà sản xuất Sean McKittrick, ông kể rằng mình "chưa bao giờ đọc bất cứ thứ gì như thế này trước đây"; ông vừa giúp tinh chỉnh kịch bản, vừa làm cho câu chuyện đủ dễ hiểu. Sau khi viết thêm hai bản nháp nữa, cặp đôi đã hoàn thiện một kịch bản dài 128 trang. Kelly thấy rằng nếu anh làm rõ thêm phần kết của bộ phim, "bộ phim sẽ sụp đổ theo phép tự huyễn hoặc của chính nó", và ghi nhận McKittrick, Juvonen và Gyllenhaal là những người "kích động" và "có tiếng nói" để không cho cốt truyện có một câu trả lời đơn giản nào.
Có một vài liên hệ tự truyện với Kelly và bộ phim; anh kể rằng có "rất nhiều con người tôi" trong nhân vật Donnie. Kelly lớn lên ở Midlothian, Virginia (cũng là một thị trấn ngoại ô), nơi một người phụ nữ địa phương tên là Grandma Death sẽ đứng bên đường, liên tục mở và đóng hộp thư của mình. Kelly còn lồng ghép vào truyện phim khoảnh khắc anh suýt tông phải một người vô gia cư khi đang lái xe, tranh luận với giáo viên trong trường về chương trình giảng dạy và trải nghiệm cá nhân của anh về chứng mộng du. Từ "fuck-ass" (được sử dụng trong cảnh ăn tối của gia đình Darko) là từ mà hai người bạn học chung trường điện ảnh của Kelly sử dụng khi họ thỉnh thoảng nói nhau những lời lăng mạ. Ngay từ đầu Frank đã là một con thỏ, nhưng Kelly không chắc liệu nhân vật này bắt nguồn từ một giấc mơ hay sở thích lâu năm của mình trong cuốn tiểu thuyết động vật Watership Down của Richard Adams. Cuốn tiểu thuyết được giảng dạy trong lớp học tiếng Anh của Karen sau khi nhà trường xóa Graham Greene khỏi chương trình giảng dạy của cô, nhưng đó là một tình tiết phụ đã bị xóa trong phiên bản chiếu rạp nhưng được đưa vào bản cắt của đạo diễn.

### Phát triển
Kelly biết rằng cốt truyện của bộ phim sẽ khó nộp cho các nhà sản xuất nếu không có kịch bản, vì vậy anh đã yêu cầu các nhà sản xuất đọc nó trước khi thảo luận thêm với họ. Trong lúc nộp kịch bản, Kelly và McKittrick nhất quyết yêu cầu Kelly đạo diễn bộ phim, qua đó cản trở cơ hội được chọn của bộ phim. Kelly kể lại năm 1999 là một năm "hết cuộc gặp này này đến cuộc gặp khác", tất cả đều kết thúc bằng lời từ chối, và có lúc anh tuyên bố bộ phim "đã chết". McKittrick cho biết Donnie Darko là "kịch bản đầy thử thách trong thị trấn mà mọi người đều muốn làm nhưng lại quá sợ hãi".

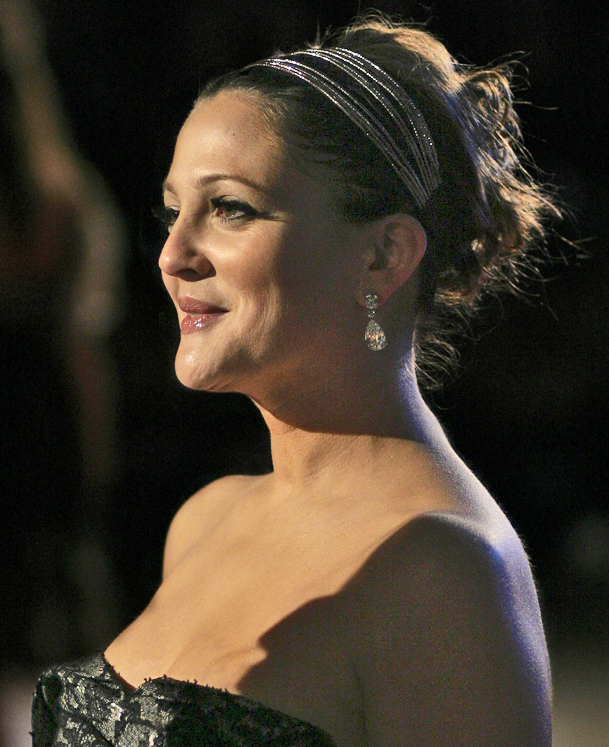
Drew Barrymore đồng ý tài trợ sản xuất bộ phim thông qua công ty của cô là Flower Films

Một bước ngoặt đến khi các đại diện John Campisi và Rob Paris tại Creative Artists Agency quan tâm đến kịch bản và ký hợp đồng với Kelly. Kelly cho biết anh "há hốc mồm" trước lời đề nghị bất ngờ, qua dó thúc đẩy đáng kể cơ hội thực hiện bộ phim với con dấu của công ty trên kịch bản. Từ đó dẫn đến các cuộc gặp gỡ tiếp theo với một số cá nhân nổi bật, gồm Francis Ford Coppola, Ben Stiller, William Horberg và Betty Thomas. Cuộc gặp gỡ của Kelly với Coppola có ảnh hưởng đặc biệt, vì Coppola thu hút sự chú ý của anh ấy đến một trong những câu thoại của Karen sau khi cô bị sa thải— "The kids have to figure it all out these days, because the parents, they don't have a clue" (tạm dịch tiếng Việt: Ngày nay đám trẻ phải tìm hiểu hết mọi chuyện, bởi vì các bậc phụ huynh, họ không có manh mối nào) —và Kelly kể lại: "Ông ấy đẩy tập kịch bản xuống chiếc bàn lớn và đột ngột lên tiếng: 'Đó chính là nội dung toàn bộ bộ phim của cậu đấy.'" Ngay từ đầu, Vince Vaughn được mời đóng Donnie, nhưng anh đã từ chối vì thấy mình quá già cho vai diễn này. Mark Wahlberg cũng được tiếp cận, nhưng anh quả quyết rằng mình nên đóng vai Donnie nói ngọng.
Quá trình phát triển tiếp diễn vào đầu năm 2000, khi nam diễn viên Jason Schwartzman bày tỏ sự quan tâm đến kịch bản và đồng ý nhận vai Donnie. Kelly cho biết thời điểm này "đã hợp pháp hóa tôi thành đạo diễn" và kể lại "đột nhiên mọi người bước ra [đòi tham gia], nó như sống lại vậy". Vào khoảng thời gian này, Pandora Cinema đề nghị chi ra kinh phí sản xuất là 2,5 triệu đô la Mỹ, và người đại diện của Schwartzman gửi kịch bản cho Nancy Juvonen (đồng sở hữu hãng Flower Films với nữ diễn viên Drew Barrymore). Cặp đôi thích kịch bản và muốn tham gia, dẫn đến cuộc gặp gỡ của Kelly và McKittrick với hai người họ vào tháng 3 năm 2000 trên phim trường Charlie's Angels (2000), nơi Barrymore đang ghi hình. Barrymore đồng ý đóng vai Karen, còn Flower Films đồng ý tăng kinh phí lên 4,5 triệu đô la Mỹ. Sau này Kelly gọi số tiền này là "mức trần tối thiểu" để thực hiện bộ phim.
Sau khi đảm bảo đủ hỗ trợ tài chính, quá trình tiền kỳ được đẩy nhanh và việc bấm máy được chọn trước vào mùa hè năm 2000 và xếp lịch cho Barrymore vì cô chỉ trống một tuần. Tuy nhiên, đến tháng 7, Schwartzman rút lui do xung đột lịch trình. Sự việc dẫn đến một khoảng thời gian "thú vị" đối với Kelly bởi anh có dịp gặp nhiều gương mặt triển vọng như Patrick Fugit và Lucas Black. Gyllenhaal (lúc ấy đang ở Los Angeles thử vai) đã bị kịch bản "mê hoặc" và kể lại mình đã tấp vào lề đường để đọc hết nó. Quá trình ghi hình dự kiến bắt đầu sau một tháng, trong thời gian đó Kelly làm việc với Gyllenhaal để chỉnh các phần thoại của anh. Gyllenhaal được trao "rất nhiều chỗ" để kết hợp các ý tưởng của riêng mình, kể cả việc làm cho giọng nói của anh như "một đứa trẻ nói chuyện với chăn của nó" khi anh nói chuyện với Frank vì anh ta là nguồn an ủi cho Donnie. Gyllenhaal còn bày ý tưởng để cô chị gái Maggie ngoài đời thực của mình đóng vai Elizabeth Darko. Buổi thử vai Cherita của Jolene Purdy là lần thử vai đầu tiên trong sự nghiệp của cô. Kelly ghi nhận Juvonen là nhân tố giúp đưa Wyle và Swayze đến đoàn phim.

### Thiết kế
Kelly kể lại một số người đã chỉ cho anh xem những bức vẽ khi họ tưởng tượng ra ngoại hình của Frank, mô tả chúng trông như một chú thỏ Phục sinh. Anh muốn biến Frank trông "gây hoang mang và thú tính". Anh đã tạo những phác thảo đầu tiên về khuôn mặt của Frank và trình bày chúng với nhà thiết kế sản xuất Alex Hammond, rồi Alex vẽ mặt trước và mặt bên của chiếc mặt nạ cũng như những phác thảo chi tiết của bộ đồ. Kelly còn kể rằng cuốn tiểu thuyết Watership Down năm 1972 cũng là nguồn cảm hứng cho Frank. Khâu thiết kế được giao cho nhà thiết kế phục trang April Ferry, bà đã làm một bộ đồ lông thú từ đầu và thuê một nhà điêu khắc để tạo ra nụ cười biến đổi của Frank. Kelly quả quyết rằng khuôn mặt của Frank phải khiến mọi người hoang mang và tạo ra phản ứng dữ dội với khán giả. Bộ trang phục lần đầu tiên được trình bày trước dàn diễn viên và đoàn phim tại trường trung học Loyola, ngay sau khi bộ phim bắt đầu bấm máy. Mặc dù Duval đã mặc bộ đồ này trong hầu hết mọi cảnh quay, nhưng một đạo diễn đã mặc nó ở cảnh quay đầu tiên. Kelly kể lại, "Mọi người chỉ im lặng [...] kiểu như, chuyện này thực sự căng thẳng. Vì thế tôi biết nó đang phát huy tác dụng và cảm thấy nhẹ nhõm."
Kelly đã chọn Steven Poster làm nhà quay phim sau khi đọc qua hàng đống hồ sơ và lưu ý rằng Poster đã quay Someone to Watch Over Me (1987) cho đạo diễn Ridley Scott; với Kelly, điều này tức là "bạn có thể nghỉ hưu, bạn đã làm được." Poster đã không ghi hình một bộ phim truyện nào trong hai năm, và Kelly phải thuyết phục ông nhận việc với mức phí khiêm tốn. Poster nhờ Kelly phân tích kỹ kịch bản cho ông trong lần gặp đầu tiên: "Chúng tôi đọc từng chữ, từng câu, từng trang, từng cảnh trong phim. Tôi bắt cậu ta giải thích cho tôi tại sao cậu ta muốn điều đó trong phim. Tôi muốn cậu ấy có thể cho tôi biết mỗi cảnh sẽ nói điều gì với khán giả." Bất chấp nhiệm vụ tạo ra những cuộc tranh luận giữa họ, hai người biết chính xác những gì cần thiết để chung cuộc làm nên bộ phim. Danh tiếng của Poster và mối quan hệ với Panavision đã cho phép Kelly quay phim với "số lượng thiết bị ghi hình chưa từng có" từ họ với mức phí ưu đãi.

## Sản xuất

### Ghi hình
Phim được ghi hình trong 28 ngày, cùng khoảng thời gian với các sự kiện trong phim, vào tháng 7 và tháng 8 năm 2000. Phần lớn bộ phim được ghi hình ở Long Beach, California. Cảnh sân golf được ghi hình tại Câu lạc bộ nhạc đồng quê Virginia, còn cảnh trường học được quay tại trường Trung học Loyola. Những cảnh mở đầu phim với Donnie là những cảnh đầu tiên được ghi hình, được thực hiện vào lúc mặt trời mọc trên Cao tốc Angeles Crest. Kelly sụt 20 pound do căng thẳng khi lịch ghi hình phim dày đặc, cộng với áp lực phải chứng minh với người khác rằng mình có thể đạo diễn bộ phim. Anh bộc bạch với các diễn viên rằng mình thiếu kinh nghiệm và không biết cách xưng hô với họ cho phù hợp nên đã nói chuyện với họ như thể họ là bạn của mình.
Nhà thiết kế sản xuất Alex Hammond đã mua động cơ phản lực được sử dụng trong phim với giá 10.000 đô la Mỹ. Cảnh nó rơi xuống phòng ngủ của Donnie được thực hiện chỉ trong một cú bấm máy. Vỏ của nó được lắp trên phim trường và được gửi qua bằng súng bắn áp suất hơi. Poster kể lại mọi người từng nói với Kelly rằng động cơ phản lực không rơi khỏi máy bay, nhưng trong quá trình sản xuất, một "bộ phận động cơ to bằng máy rửa bát" đã rơi khỏi động cơ của một chiếc Boeing 747 và hạ cánh xuống một bãi biển. Swayze để kiểu tóc frosted tips đặc biệt cho vai của mình và các clip thông tin thương mại được ghi hình tại trang trại của anh.
Mục đích của Kelly là "hấp dẫn khán giả" ngay từ cảnh mở đầu phim. Anh chú ý đến từng chi tiết và nói chuyện với điều phối viên vận tải của mình để đảm bảo tất cả những chiếc xe trong phim đều phù hợp với thời đại trong phim. Anh muốn tránh trở nên "quá lố" với phong cách và trang phục mà vẫn giữ lối bảo thủ của vùng ngoại ô Virginia. Những cú bấm máy dài ở trường với bài hát "Head Over Heels" ban đầu làm các nhà quản lý sản xuất và hiện trường nổi giận, họ cho rằng đây là "một video ca nhạc quá chiều chuộng" thiếu lời thoại và chẳng làm gì để thúc đẩy truyện phim. Khi xem xong thước phim đã hoàn tất, họ đã thay đổi quyết định. Kelly chỉ đạo cảnh hành động phát bài hát trước khi lấy quyền sử dụng nó. Màn thể hiện của Sparkle Motion là một trong những cảnh quay khó hơn cả với Poster, ông đã sử dụng khói để tạo cảm giác như có ánh sáng ở đó và bắt được hình bóng của các cô gái trên sân khấu.
Bộ phim được ghi hình bằng máy quay chuyên dụng Panavision Panastar và ở định dạng anamorphic, kể cả việc ghi hình trên màn rộng trên thước phim tiêu chuẩn 35 mm. Bất chấp những trở ngại và nhu cầu tăng gấp đôi lượng ánh sáng, Kelly vẫn rất kiên định. Poster đề xuất sử dụng cuộn phim Kodak 800 ASA mà người ta cho rằng trông "khủng khiếp và sần sùi", nhưng ông thuyết phục các nhà sản xuất rằng anamorphic sẽ tiết chế khối lượng công việc với đèn trần thấp thường thấy ở những nơi được sử dụng để ghi hình vì chúng bị cắt từ cảnh quay. Quá trình anamorphic bắt buộc Swayze phải quỳ gối trong một số cảnh để có thể quay được khớp với hình ảnh. Ngay từ đầu Kelly có hứa với Sam Bauer rằng anh sẽ là người dựng bộ phim truyện điện ảnh đầu tiên của mình khi có cơ hội, nhưng ban đầu Pandora Cinema không đồng ý với lựa chọn này. Kelly kể lại rằng anh và McKittrick đã phải "đấu tranh hết mình" để Bauer được tham gia, và cuối cùng nhận được cái gật đầu của Pandora. Hiệu ứng chắn nước do Kelly Carlton sản xuất với chi phí 5.000 đô la Mỹ.

### Nhạc phim
Nhạc nền của bộ phim do nhạc công kiêm tác giả bài hát người San Diego Michael Andrews biên soạn. Kelly biết rằng kinh phí hạn hẹp của bộ phim làm anh chẳng thể thuê "Thomas Newman hay Danny Elfman" để sáng tác nhạc cho bộ phim, vì vậy anh quyết định tìm kiếm một nhà soạn nhạc tình cờ là một người "rất trẻ trung, khao khát và thực sự tài năng". Andrews là cái tên mà Jim (anh trai của Juvonen) tiến cử.
Cảnh mở đầu bộ phim chọn được bài "The Killing Moon" của Echo & the Bunnymen để phát nhạc. Cảnh giới thiệu dài về trường trung học của Donnie có phần nhạc bài "Head over Heels" của Tears for Fears. Nhóm vũ công "Sparkle Motion" của Samantha trình bày bài "Notorious" của Duran Duran. Bài "Under the Milky Way" của The Church được phát sau khi Donnie và Gretchen bước ra từ phòng ngủ của cậu trong bữa tiệc. "Love Will Tear Us Apart" của Joy Division cũng xuất hiện ở bữa tiệc và những cảnh quay Donnie và Gretchen trên lầu. Mặc dù bộ phim lấy bối cảnh năm 1988 nhưng bản phim có bài hát không được chiếu mãi đến năm 1995. Trong bản cắt của đạo diễn, nhạc ở cảnh mở đầu bị thay bằng "Never Tear Us Apart" của INXS; "Under the Milky Way" được chuyển sang cảnh Donnie và Eddie lái xe về nhà sau cuộc gặp giữa Donnie với bác sĩ trị liệu của cậu; còn "The Killing Moon" được phát khi Gretchen và Donnie trở lại bữa tiệc từ phòng bố mẹ Donnie.
Cảnh kết phim có phát bản cover "Mad World" chơi trên dường cầm, vốn là nguyên tác của nhóm nhạc new wave người Anh Tears for Fears, và do nhạc sĩ người Mỹ Gary Jules (một bạn học của Andrews) thể hiện. Năm 2003, bản cover "Mad World" được phát hành dưới dạng đĩa đơn và giành ngôi quán quân tại Vương quốc Anh trong ba tuần, tính cả dịp Giáng sinh năm đó.

## Phát hành

### Chiếu rạp

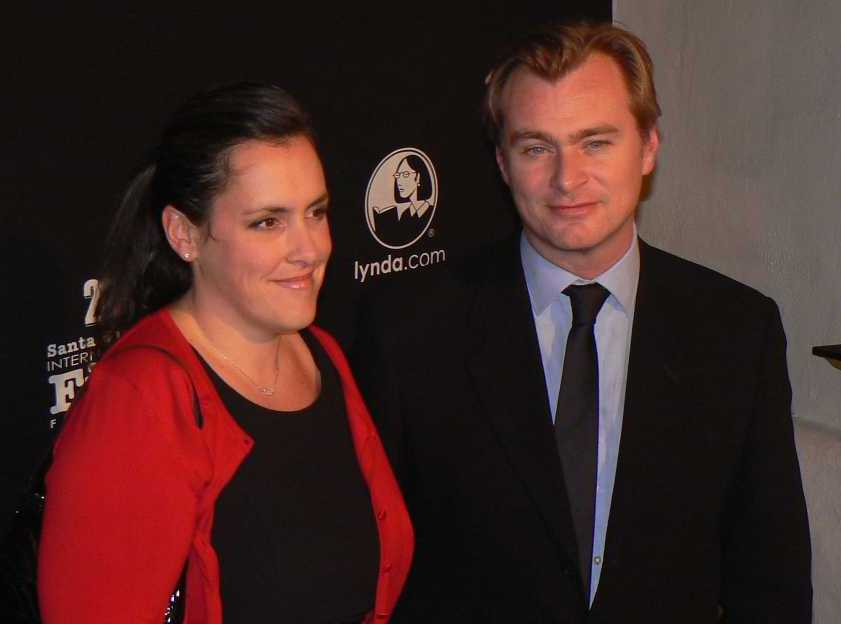
Kelly nhắc tới Christopher Nolan và vợ ông, Emma Thomas là những người có công giúp bộ phim được ra rạp.

Donnie Darko có buổi trình chiếu ra mắt tại Liên hoan phim Sundance ở Park City, Utah vào ngày 19 tháng 1 năm 2001. Kelly cho biết phải mất khoảng sáu tháng để đưa được phim ra rạp; đã có lúc anh đã gần như đưa phim lên chiếu trên kênh truyền hình vệ tinh và cáp premium Starz. Tình tiết Donnie nổ súng trở thành một trong những vấn đề lớn nhất của Kelly khi tìm đơn vị phân phối, vì vụ thảm sát Trường trung học Columbine vào năm 1999 đã dấy lên lo ngại về việc bộ phim cổ động hành vi tự sát ở thanh thiếu niên. Các bài hát được cấp phép trong phim cũng gặp vấn đề khi chưa được tính phí, dẫn đến nguy cơ bị xóa để chiếu rạp toàn quốc. Kelly cũng được khuyên nên lược bớt 30 phút thời lượng phim. Bất chấp những vấn đề kể trên, Newmarket Films là đơn vị đồng ý mua bộ phim và tổ chức chiếu rạp theo thỏa thuận dịch vụ với IFC Films. Kelly đã lôi Barrymore vào cuộc đàm phán và kể lại việc cô "cầu xin" Newmarket một thỏa thuận, vì đơn vị này lúc đầu cân nhắc việc phát bộ phim trực tiếp lên video. Kelly ghi nhận Christopher Nolan và vợ ông, Emma Thomas là những người đảm bảo thỏa thuận, sau khi nhà sản xuất Aaron Ryder của Memento sắp xếp một buổi chiếu Donnie Darko riêng cho Chris Ball và Will Tyrer (các giám đốc của Newmarket) và khuyến khích hai người họ phân phối bộ phim.
Sau khi đảm bảo được một thỏa thuận, đoàn phim mất cả mùa hè năm 2001 để xem lại bộ phim; Ryder kể rằng đó là để bộ phim "ở trạng thái tốt nhất có thể", song nhớ lại khó khăn trong nhiệm vụ này. Điều này đòi hỏi phải có thêm một ngày ghi hình để làm rõ một vài lỗ hổng trong cốt truyện, chẳng hạn như Ryder đề xuất về việc đưa các cảnh quay của Frank vào phân cảnh "Mad World". Nolan và Thomas thì khuyên Kelly chèn những bảng nội đề xuyên suốt bộ phim để chia nhỏ các sự kiện dẫn đến ngày 30 tháng 10 năm 1988, và anh đã làm theo lời khuyên của họ.
Donnie Darko được trình chiếu tại các rạp từ ngày 26 tháng 10 năm 2001, và số rạp chiếu có lúc đạt đỉnh là 58 rạp trên khắp nước Mỹ; buổi ra mắt bộ phim được tổ chức tại Egyptian Theatre ở Hollywood. Phim thu về 110.494 đô la Mỹ trong dịp cuối tuần khởi chiếu, xếp thứ 34 trên thị trường phòng vé. Bộ phim rạp rạp 6 tuần sau vụ khủng bố ngày 11 tháng 9 và trailer của phim có cảnh một vụ tai nạn liên quan đến máy bay, qua đó tác động đến cơ hội thành công tại phòng vé. Kelly cho biết bộ phim không "hấp dẫn khán giả trong sự kiện cực kỳ bi thương và giàu cảm xúc ấy trong lịch sử chúng ta". Chủ tịch Newmarket, ông Bob Berney cho biết "tâm trạng ảm đạm và sự kiện trên" là nguyên nhân làm bộ phim thất bại ở phòng vé và khiến các nhà phê bình không hiểu hoặc không chấp nhận bản chất của tác phẩm. "Tâm trạng đã lọc qua mọi thứ." Khi thời gian ra rạp kết thúc vào ngày 11 tháng 4 năm 2002, bộ phim đã thu về 517.375 đô la Mỹ. Sau khi tái phát hành, phim đã thu về 7,6 triệu đô la Mỹ trên toàn thế giới, qua đó bù vốn. Bất chấp doanh thu phòng vé lần đầu tệ hại, bộ phim vẫn thu hút được một lượng người hâm mộ trung thành và gây dựng được một hội tín đồ hâm mộ. Sau khi phát hành trên băng đĩa tại gia vào tháng 3 năm 2002, Nhà hát Pioneer ở Thành phố New York bắt đầu tổ chức các suất chiếu Donnie Darko lúc nửa đêm kéo dài trong 28 tháng liên tiếp.

#### Chiếu rạp ở Anh Quốc
Tháng 10 năm 2002, bộ phim ra rạp tại Anh Quốc, qua đó dấy lên sự tái quan tâm của giới phê bình và thúc đấy khả năng thương mại của bộ phim. Tác phẩm bán ra 300.000 vé sau 6 tuần đầu tiên kể từ khi phát hành, chủ yếu dựa vào tiếp thị truyền miệng, và thu về số tiền tương đương 2,5 triệu đô la khi chiếu rạp. Hãng phân phối Metrodome tại Vương quốc Anh đã tổ chức They Made Me Do It, một triển lãm nghệ thuật kéo dài 28 ngày tại quán cà phê Dream Bags Jaguar Shoes ở Shoreditch, Luân Đôn. Dự án có sự tham gia của nhiều nghệ sĩ graffiti trong 6 giờ, 42 phút và 12 giây để hoàn thành một tác phẩm lấy cảm hứng từ bộ phim.

### Quảng bá
Trang web chính thức của Donnie Darko, donniedarko.com (vẫn có thể tìm thấy tại địa chỉ http://archive.hi-res.net/donniedarko/ Lưu trữ ngày 16 tháng 4 năm 2017 tại Wayback Machine) là một công cụ tiếp thị và trải nghiệm tương tác của bộ phim do Hi-ReS!, một hãng tiếp thị kỹ thuật số thực hiện. Trang web này chứa đầy những câu đố và bí mật, đồng thời chứa đựng những thông tin chưa từng thấy về vũ trụ của bộ phim, kể cả thông tin về số phận của nhiều nhân vật sau khi bộ phim kết thúc. James Beck nhận xét về giá trị của trang web vừa là sản phẩm mà trang web ấy tự thân trình bày nội dung mới, vừa củng cố các chủ đề từ bộ phim như tính lưu thông của thời gian, minh chứng bằng việc trang web thiếu quan tâm đến trình tự thời gian của bộ phim. Beck nhận định thêm rằng trang web Donnie Darko khác với hầu hết các trang web quảng cáo khác ở chỗ nó đối xử với người dùng không phải như một khán giả ngoài cuộc, mà như một nhân vật nào đó trong vũ trụ của bộ phim, tạo ra trải nghiệm hơn là quảng cáo.

### Băng đĩa tại gia
20th Century Fox Home Entertainment đã nhiều lần phát hành bộ phim trên phương tiện băng đĩa tại gia. Lần đầu tiên là vào tháng 3 năm 2002 trên định dạng VHS và DVD, còn lần thứ hai thì gồm cả các chất liệu bổ sung như bình luận audio, các trailer, quảng cáo truyền hình, nghệ thuật chủ đề, thư viện ảnh và hướng dẫn ảo thông qua Philosophy of Time. Berney cho biết bộ phim "ăn khách lớn" trên thị trường DVD, chỉ riêng doanh thu bán đĩa ở Mỹ đã thu về hơn 10 triệu đô la Mỹ.
Tháng 4 năm 2021, Arrow Films đã phát hành hộp đĩa Blu-ray Ultra HD gồm hai đĩa, chứa những đoạn cắt trong bản phục chế độ phân giải 4K từ bản âm bản gốc, do Kelly và Poster giám sát. Bộ đĩa này có kèm một tấm áp phích, bưu thiếp và một cuốn sách dày 100 trang.

### Bản cắt của đạo diễn
Ý tưởng ra đời một bản phim cắt của đạo diễn bắt nguồn từ cuối năm 2003, khi Kelly và Berney tham dự buổi chiếu kỷ niệm đầu tiên tại Nhà hát Pioneer ở Thành phố New York. Donnie Darko: The Director's Cut có buổi chiếu ra mắt vào ngày 29 tháng 5 năm 2004 tại Liên hoan phim quốc tế Seattle, rồi đến là các buổi chiếu ở Thành phố New York và Los Angeles vào ngày 23 tháng 7. Vé được bán hết ngay trong ngày ra mắt Liên hoan phim quốc tế Seattle, thu về gần 33.000 đô la Mỹ trong 5 ngày. Bản cắt này có bao gồm 20 phút cảnh quay bổ sung và nhạc phim được thay đổi.
Đĩa DVD bản cắt của đạo diễn được phát hành vào ngày 15 tháng 2 năm 2005, ở dạng đĩa đơn và đĩa đôi; riêng đĩa đôi được bày trong hộp DVD tiêu chuẩn hoặc trong một bản số lượng hạn chế và có vỏ hộp trượt dạng thấu kính, có hình ảnh trung tâm xen kẽ giữa Donnie và Frank tùy theo góc nhìn. Hầu hết các tính năng bổ sung chỉ dành riêng cho bộ đĩa DVD đôi: lời bình của đạo diễn do Kevin Smith hỗ trợ, đoạn trích từ kịch bản phân cảnh, nhật ký sản xuất dài 52 phút, "video người hâm mộ #1", một video "tín đồ hâm mộ" phỏng vấn những người hâm mộ ở Anh, và một trailer ắt mới của đạo diễn. Bản DVD đĩa đơn còn được phát hành dưới dạng quà tặng kèm các bản sao của nhật báo Anh Sunday Times vào ngày 19 tháng 2 năm 2006.
Đĩa DVD bản cắt của đạo diễn có chứa nội dung của cuốn sách The Philosophy of Time Travel (nằm trong vũ trụ của bộ phim) do Roberta Sparrow chắp bút, mà Donnie nhận được và đọc trong phim. Cuốn sách mở rộng các khái niệm triết học và khoa học mà phần lớn nội dung bộ phim xoay quanh và được xem là một cách để hiểu rõ hơn về bộ phim so với khi xem tại rạp. Như Dan Kois của trang web Salon tóm lược từ nội dung cuốn sách, phần lớn bộ phim diễn ra trong một Vũ trụ Tiếp tuyến (tiếng Anh: Tangent Universe) không ổn định, được kết nối vật lý với Vũ trụ Sơ cấp (tiếng Anh: Primary Universe) bằng một lỗ sâu (đó là lối vào mà Vortex nhìn thấy ở cuối phim) và là bản sao chính xác của nó, ngoại trừ một vật thể kim loại phụ được gọi là Artifact - trong trường hợp này là động cơ phản lực. Nếu Artifact không được Living Receiver (Donnie) chọn lọc gửi đến Vũ trụ Sơ cấp trong vòng 28 ngày, thì Vũ trụ Sơ cấp sẽ bị phá hủy sau khi Tiếp tuyến sụp đổ trong một lỗ đen. Để hỗ trợ trong nhiệm vụ này, Living Receiver được ban cho những siêu năng lực như dự đoán tương lai, sức mạnh thể chất và sức mạnh nguyên tố, nhưng phải trả giá bằng những khó khăn về tầm nhìn và chứng hoang tưởng, trong khi Manipulated Living (tất cả những người sống xung quanh Receiver) hỗ trợ anh theo những cách không tự nhiên, thiết lập một chuỗi sự kiện kiểu hiệu ứng domino nhằm khuyến khích anh trả lại Artifact. Manipulated Dead (những người chết trong Vũ trụ Tiếp tuyến, như Frank và Gretchen) nhận thức rõ hơn Living, có sức mạnh du hành xuyên thời gian và sẽ dựng Ensurance Trap, một kịch bản làm Receiver không còn lựa chọn nào khác ngoài việc cứu Vũ trụ Sơ cấp.

## Đón nhận

### Đánh giá chuyên môn
Trang web tổng hợp kết quả đánh giá Rotten Tomatoes cho biết 87% nhà phê bình đánh giá bộ phim tích cực dựa trên 118 bài đánh giá, đạt điểm trung bình là 7,60/10. Các chuyên gia của trang web nhất trí rằng: "Bộ phim đầu tay Donnie Darko của Richard Kelly là một tầm nhìn nguyên bản và táo bạo, chứa đầy những ý tưởng, trí thông minh gây bất đồng, đồng thời có một màn thể hiện nổi bật của Jake Gyllenhaal trong vai nhân vật tiêu đề đầy rắc rối." Metacritic thì chấm bản phim chiếu rạp điểm trung bình có trọng số là 71/100 dựa trên 21 bài đánh giá, thể hiện "các bài đánh giá nhìn chung là ổn".
Trên Us Weekly, Andrew Johnson nhắc đến tác phẩm là một trong những bộ phim đặc sắc tại Sundance năm 2001, mô tả phim là "sự pha trộn nặng giữa khoa học viễn tưởng, tâm linh và nỗi ưu tư của thanh thiếu niên". Jean Oppenheimer của New Times (LA) cũng dành lời khen ngợi bộ phim: "Giống như tập hợp những đám mây bão, Donnie Darko tạo ra một bầu không khí yên tĩnh kỳ quái và hiểm họa trực chờ— [và] được xem là một trong những bộ phim đặc biệt nhất năm 2001." Viết cho ABC Australia, Megan Spencer nhận xét bộ phim "có tính đe dọa, mơ mộng và thú vị" và lưu ý "phim có thể đưa bạn đến một nơi cảm xúc sâu thẳm đang nằm im lìm trong tâm hồn mình". Roger Ebert thì chấm bản chiếu rạp của bộ phim 2 sao ruõi/4 sao tối đa, nhưng sau đó lại chấm bản cắt của đạo diễn 3/4 sao.
Các nhà phê bình khác như Sam Adams ví bộ phim hiển nhiên là một "mớ hỗn độn lớn", với lý do cốt truyện không mạch lạc, kịch bản cẩu thả và tông phim không đồng đều. Adams cũng đặt vấn đề với bối cảnh "dường như không liên quan" nhưng thường được nhắc đến ở một vùng ngoại ô nước Mỹ ở thập niên 1980, cho rằng nó "là một ví dụ về việc phim chất vật đi tìm danh tính". Một bài đánh giá khác từ San Antonio Current ca ngợi cách xây dựng bộ phim, nhắc đến vô số bí ẩn với những nhân vật hấp dẫn, song cho rằng cái kết của bộ phim "tệ hơn nhiều so với mong đợi", gọi cái kết là rẻ tiền và phản cao trào.

### Giải thưởng
| Năm  | Giải thưởng                             | Tên đề cử       | Hạng mục                                  | Kết quả   | Nguồn  |
| ---- | --------------------------------------- | --------------- | ----------------------------------------- | --------- | ------ |
| 2001 | Giải Hiệp hội phê bình phim San Diego   | Richard Kelly   | Kịch bản hay nhất                         | Đoạt giải |        |
| 2001 | Liên hoan phim giả tưởng Thụy Điển      | Donnie Darko    | Phim truyện xuất sắc nhất (Giải Khán giả) | Đoạt giải |        |
| 2001 | Liên hoan phim quốc tế Sitges – Catalan | Donnie Darko    | Phim xuất sắc nhất                        | Đề cử     |        |
| 2001 | Giải Tinh thần độc lập                  | Donnie Darko    | Phim truyện đầu tay xuất sắc nhất         | Đề cử     | [ 69 ] |
| 2001 | Giải Tinh thần độc lập                  | Richard Kelly   | Kịch bản đầu tay xuất sắc nhất            | Đề cử     | [ 69 ] |
| 2001 | Giải Tinh thần độc lập                  | Jake Gyllenhaal | Nam diễn viên chính xuất sắc nhất         | Đề cử     | [ 69 ] |
| 2002 | Giải Sao Thổ                            | Donnie Darko    | Giải Đặc biệt                             | Đoạt giải |        |
| 2002 | Liên hoan phim Fantastic Amsterdam      | Donnie Darko    | Giải Silver Scream                        | Đề cử     |        |
| 2002 | Giải Hiệp hội phê bình phim trực tuyến  | Richard Kelly   | Nhà làm phim đột phá xuất sắc nhất        | Đề cử     | [ 70 ] |

Các danh hiệu khác
- 2005: Donnie Darko có tên trong top 5 của My Favourite Film, một cuộc bình chọn của Úc do ABC thực hiện.[71]
- 2006: Donnie Darko đứng thứ 9 trong 50 phim nên xem trước khi chết của FilmFour.[72]
- #14 trong danh sách 50 phim đề tài trung học hay nhất của Entertainment Weekly.[73]
- #2 trong danh sách "50 phim độc lập hay nhất mọi thời đại" của Empire.[6]
- #53 trong cuộc bình chọn "500 phim hay nhất mọi thời đại" của Empire năm 2008.[7]

## Phần tiếp theo

### S. Darko
Phần phim tiếp theo năm 2009 mang tên S. Darko lấy bối cảnh 7 năm sau, lấy Sam (em gái của Donnie, lúc này 18 tuổi) làm nhân vật chính. Sam gặp rắc rối trước cái chết của anh trai cô và bắt đầu gặp vấn đề với mộng du, cùng với những giấc mơ kỳ lạ báo hiệu một thảm họa lớn sắp xảy ra. Phần phim này nhận được những đánh giá rất tiêu cực. Kelly cho biết anh không liên quan đến phần tiếp theo vì anh không còn sở hữu bản quyền của nguyên tác. Năm 2017, Kelly kể mình rất bực bội khi được hỏi về phần phim cho biết anh chưa bao giờ xem nó. Nữ diễn viên Daveigh Chase và nhà sản xuất Adam Fields là mối liên kết sáng tạo duy nhất giữa S. Darko và phần phim nguyên tác.

### Phần tiếp theo mới
Năm 2017, Kelly tiết lộ rằng anh đã có ý tưởng cho phần tiếp theo mới "lớn hơn và tham vọng hơn nhiều" so với phần nguyên tác. Tháng 1 năm 2021, anh thông báo rằng "một khối lượng công việc khổng lồ" đã được hoàn thành trên kịch bản. Công việc ấy của anh được truyền cảm hứng sau cuộc gặp năm 2010 với James Cameron, vị đạo diễn thấy rằng bộ phim "gây hoang mang" và yêu cầu Kelly giải thích những gì đã xảy ra với Donnie ở cuối phim. Cameron đề xuất với Kelly rằng anh nên tiếp tục thực hiện dự án, làm cho Kelly nhận ra rằng mình "thực sự có thể làm một cái gì đó thật lớn lao và hoành tráng."